# Brynolf Hellner
Karl Brynolf Hellner, född 2 december 1900 i Vallentuna, död 14 februari 1996, var en svensk konsthistoriker och fotograf.
Brynolf Hellner var son till stationsföreståndaren Herman Hellner och Beda Matsson. Han blev fil.lic. 1936 och disputerade vid Stockholms högskola 1949. Han var sedan 1932 anställd vid Nordiska museet i Stockholm som amanuens, intendent och föreståndare för högreståndsavdelningen. År 1957 blev han chef för Livrustkammaren i Stockholm.
Han gifte sig 1931 med Hedda Svedelius (född 1903). Paret fick tre döttrar.

## Bildgalleri

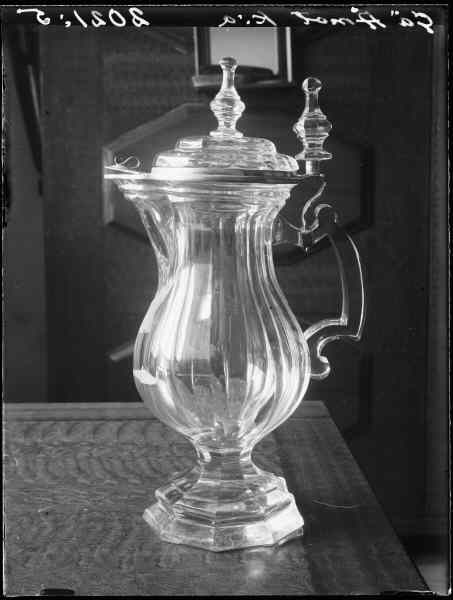
Vinkanna av glas i Åmots kyrka
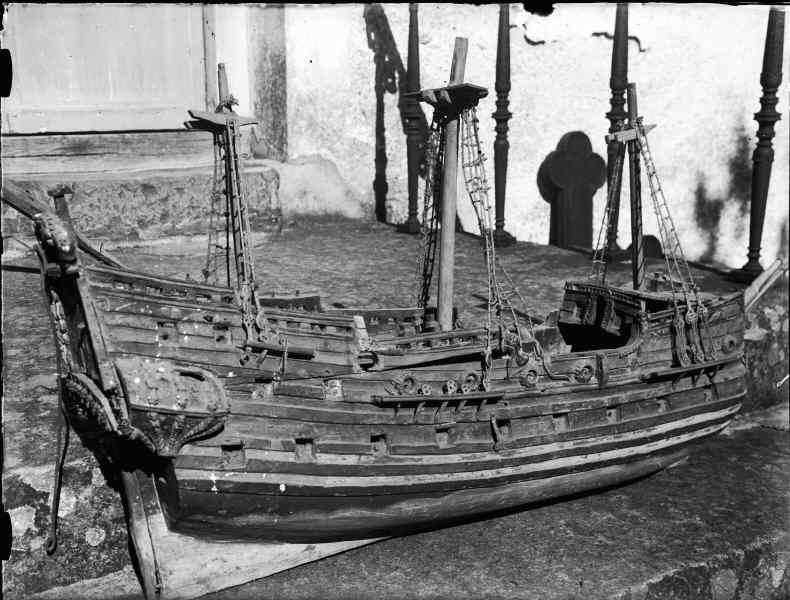
Votivskepp i trä från 1700-talet i Karlstorps kyrka
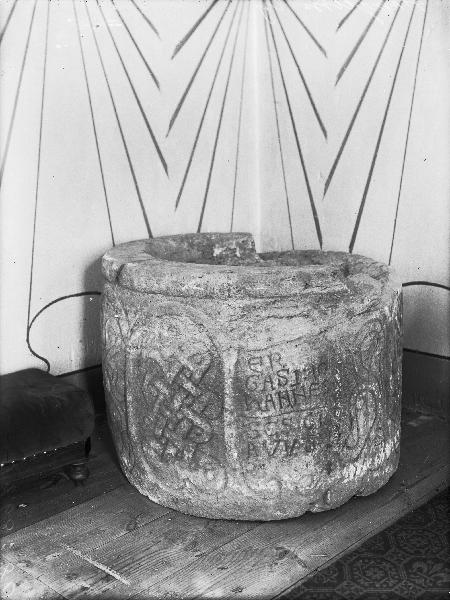
Dopfunt av sandsten från 1200-talet i Hangelösa kyrka
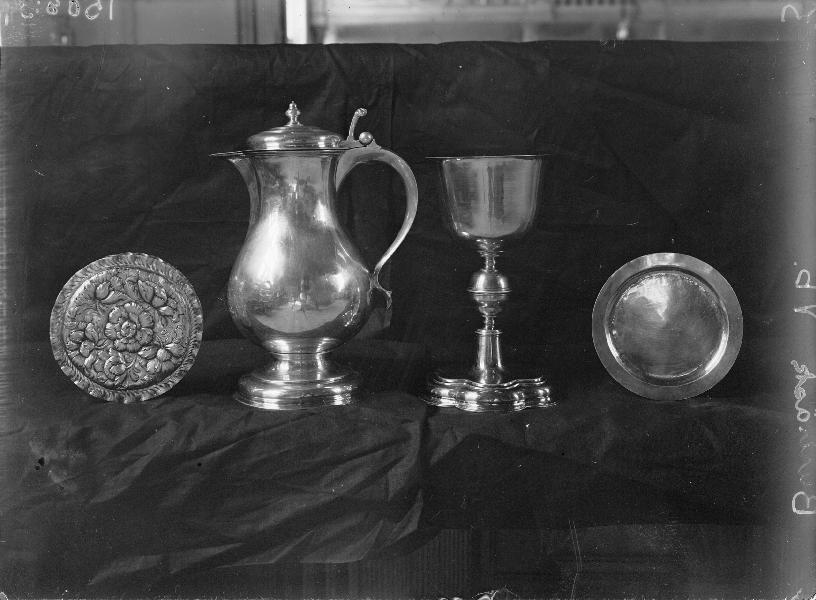
Oblatask, vinkanna, kalk och pantén av silver i Burträsks gamla kyrka
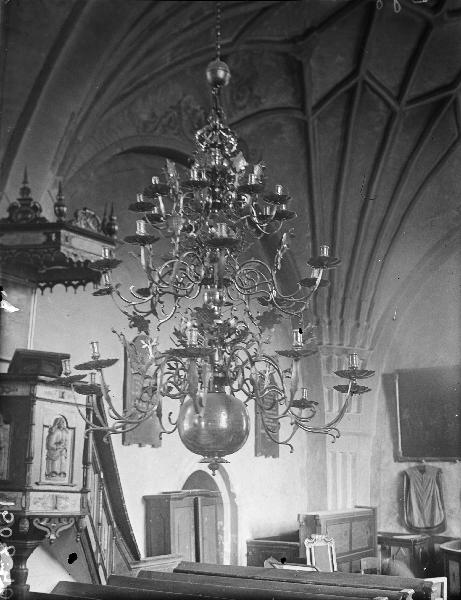
Ljuskrona av mässing från 1772 i Bygdeå kyrka